# Lorentz Mollenberg
Lorentz Mollenberg, född 15 september 1764/1765, död 2 februari 1824 i Jakob och Johannes församling, Stockholm, var en svensk instrumentmakare och klavikordbyggare i Stockholm.

## Biografi
Mollenberg var lärling 1796/1797 hos Mathias Petter Kraft och stannade där i 10 år. Han blev gesäll hos honom den 26 oktober 1798.

### Garman & M. (1807-1809)
Efter Krafts död 1807 ärvde gesällen Göran Garman verkstaden efter honom. Enligt testamentet skulle han även bilda kompanjonskap med Mollenberg. Instrumenten de tillverkade signerades Garman & M. Mollenberg anslöt sig till snickarämbetet den 21 oktober 1808.
Verkstaden låg på kvarter Åskslaget 41 i Jakobs församling, Stockholm.

### Mollenbergs verkstad (1809–1824)
Garman avled 1809 och Mollenberg bedrev verksamheten på egen hand. Han var verksam mellan 1811 och 1824 i kvarteret Trollhättan nr 9 i Jakob och Johannes församling, Stockholm. Han avled den 2 februari 1824 av vattusot i Jakob och Johannes församling, Stockholm.

### Familj
- Gift med Johanna Elisabeth Rodin, född 21 november 1773.

## Instrument
Mollenberg tillverkade både stråkinstrument, knäppinstrument, klavikord, lutor och mycket mer. 
Han följde i sina mästares fotspår att bygga samma sorts instrument som de och av samma kvalité. Han tillverkade instrument i den gustavianska stilen.

### Klavikord
Mollenberg tillverkade klavikord, men inget sådant finns bevarat. Ett organochordium finns däremot bevarat.
- 1812 (nr 60) Organochordium. Ägs av Kristinehamns och Varnums hembygdsförening.

### Hammarklaver
- Ett hammarklaver finns bevarat på SMF i Stockholm.

### Lutor
- Svenska lutor av Mollenberg finns bevarade på Nordiska museets arkiv.

## Medarbetare
- 1809 - Carl Erik Lundberg. Han var gesäll hos Mollenberg.
- 1809 - David Garman. Han var lärling hos Mollenberg.
- 1809-1822 - Johan Petter Billström (född 13 december 1759). Han var gesäll hos Mollenberg.
- 1810 - Groth. Han var gesäll hos Mollenberg.
- 1810 - Boström. Han var gesäll hos Mollenberg.
- 1810 - Carl Pr.. Han var lärling hos Mollenberg.
- 1810-1820 - Eric Hagman (född 11 november 1781). Han var gesäll hos Mollenberg.
- 1811 - Noström. Han var gesäll hos Mollenberg.
- 1811 - Hedberg. Han var gesäll hos Mollenberg.
- 1811-1816 - Johan Petter Dunderhake (född 1800). Han var lärling hos Mollenberg.
- 1812-1815 - Erik Grönbom. Han var gesäll hos Mollenberg. .
- 1812-1813 - Johannis. Han var lärling hos Mollenberg.
- 1812-1813 - Rundgren. Han var lärling hos Mollenberg.
- 1813 - Sandelin. Han var gesäll hos Mollenberg.
- 1813 - Jerngren. Han var gesäll hos Mollenberg.
- 1813-1816 - Törngren. Han var gesäll hos Mollenberg.
- 1814 - Lindgren. Han var lärling hos Mollenberg.
- 1814-1815 - Österlund. Han var gesäll hos Mollenberg.
- 1815-1816 - Henning. Han var gesäll hos Mollenberg.
- 1816-1817 - Rönnstedt. Han var gesäll hos Mollenberg.
- 1816-1818 - Samuel Kihlgren. Han var lärling hos Mollenberg.
- 1816-1823 - Carl Brandt (född 21 september 1800). Han var lärling hos Mollenberg och gesäll från 1823.
- 1817-1718 - Fredrik Fernström. Han var mässingsarbetare hos Mollenberg.
- 1819-1822 - Sune Sunesson. (född 29 augusti 1804 i Öljehults socken). Han var lärling hos Mollenberg.
- 1822 - Johan Erik Fagerström (född 1806). Han var lärling hos Mollenberg.